# Psephotellus varius
El perico variado (Psephotellus varius) es una especie de ave psitaciforme de la familia Psittaculidae que habita en el interior y sur de Australia. La especie, como todas las de su género, presenta un marcado dimorfismo sexual.